# Lalkovo, Iambol
Lalkovo (în bulgară Лалково) este un sat în comuna Elhovo, regiunea Iambol,  Bulgaria. 

## Demografie
Componența etnică a satului Lalkovo
     Bulgari (96,15%)
     Nicio identificare (3,84%)
     Altele (0%)
La recensământul din 2011, populația satului Lalkovo era de 104 locuitori. Din punct de vedere etnic, majoritatea locuitorilor (96,15%) erau bulgari. Pentru 3,84% din locuitori nu este cunoscută apartenența etnică.